# Pamir (voilier)
Pour les articles homonymes, voir Pamir (homonymie).
Le Pamir est l’un des Flying P-Liners, les fameux voiliers de la compagnie de transport maritime allemande F. Laeisz.

## Histoire
Ce quatre-mâts barque avait une coque en acier et fut construit aux chantiers Blohm & Voss de Hambourg, où il fut lancé le 29 juillet 1905. Sa longueur totale était de 114,5 m, sa largeur d’environ 14 m et son tirant d’eau de 7,25 m. Ses trois mâts avant se dressaient à 51,2 m au-dessus du pont et la grand-vergue portait sur 28 m. Son tonnage était de 3 020 tonneaux (2 777 net). Il portait 3 800 m2 de voiles et pouvait atteindre une vitesse de pointe de 16 nœuds (30 km/h). Sa vitesse moyenne de croisière était de l’ordre de 13 nœuds.
Le Pamir était le troisième d’une série de huit navires jumeaux, dont les noms commençaient tous par la lettre P. Il fut mis en service le  18 octobre 1905 et affecté par la compagnie Laeisz au transport du nitrate sud-américain. Jusqu'en 1914, il assura 8 voyages vers le Chili, prenant de 64 à 70 jours pour un aller de Hambourg à Valparaíso ou Iquique, les principaux ports du nitrate chilien de l’époque. Pendant la Première Guerre mondiale, il resta désarmé dans les îles Canaries, et fut attribué à l’Italie à titre de dommages de guerre en 1920. En 1924, la compagnie F. Laeisz le rachète pour 7 000 £ et l’affecte de nouveau au transport du nitrate.
En 1931, Laeisz le revend à la compagnie finlandaise de transport maritime Gustaf Erikson qui l’utilise sur le transport du blé australien.

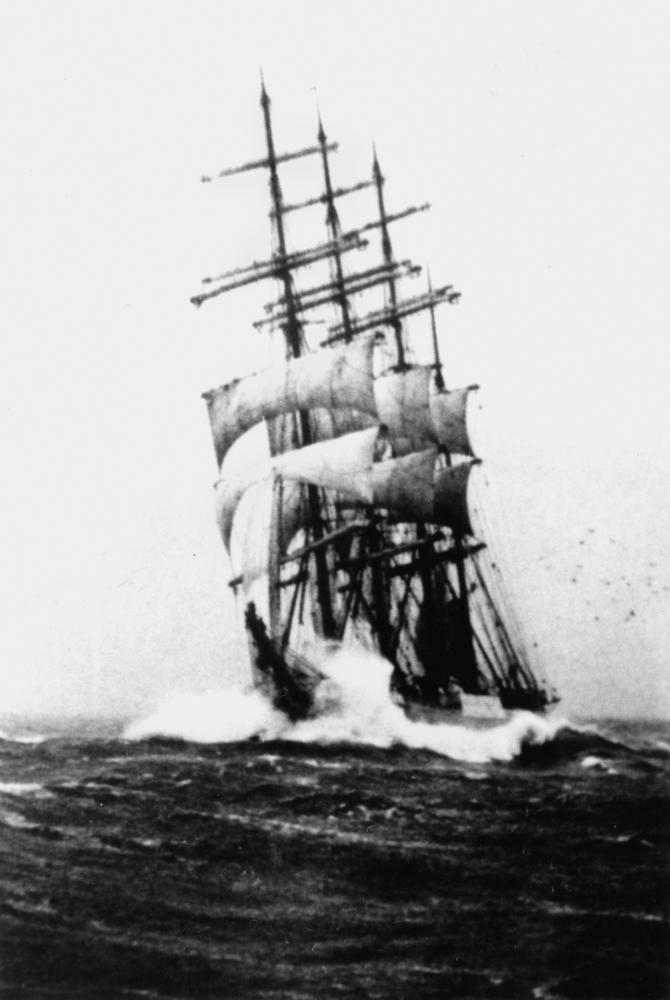
Le Pamir dans une tempête, en 1946.

Au début de la Seconde Guerre mondiale, le Pamir fut saisi comme prise de guerre par la Nouvelle-Zélande le 3 août 1941, pendant que le navire mouillait au port de Wellington.
Il assura ensuite 10 liaisons commerciales entre la Nouvelle-Zélande et San Francisco puis Vancouver et finalement une liaison vers l’Europe en 1947-1948.
En 1948, il fut restitué à Erikson et assura un dernier transport depuis l’Australie. Lors de son voyage vers la Finlande, il fut le dernier voilier de commerce à doubler le cap Horn en 1949.
En 1950, le navire, sur le point d’être démoli, fut sauvé par un armateur allemand, Heinz Schliewen, qui le racheta avec son navire jumeau, le Passat. Il fut modernisé, équipé d’un moteur auxiliaire et utilisé comme navire école de transport de marchandises sur la liaison pour l’Argentine.
En 1954, Schliewen ayant déposé son bilan à la suite de difficultés financières, les navires furent mis aux enchères  et rachetés par l'association "Pamir et Passat", association créée par un consortium d’armateurs allemands. Ils assurèrent encore cinq voyages, mais comme ils n’étaient plus rentables, ils durent être désarmés après leur dernier voyage de 1957.

## Le dernier voyage

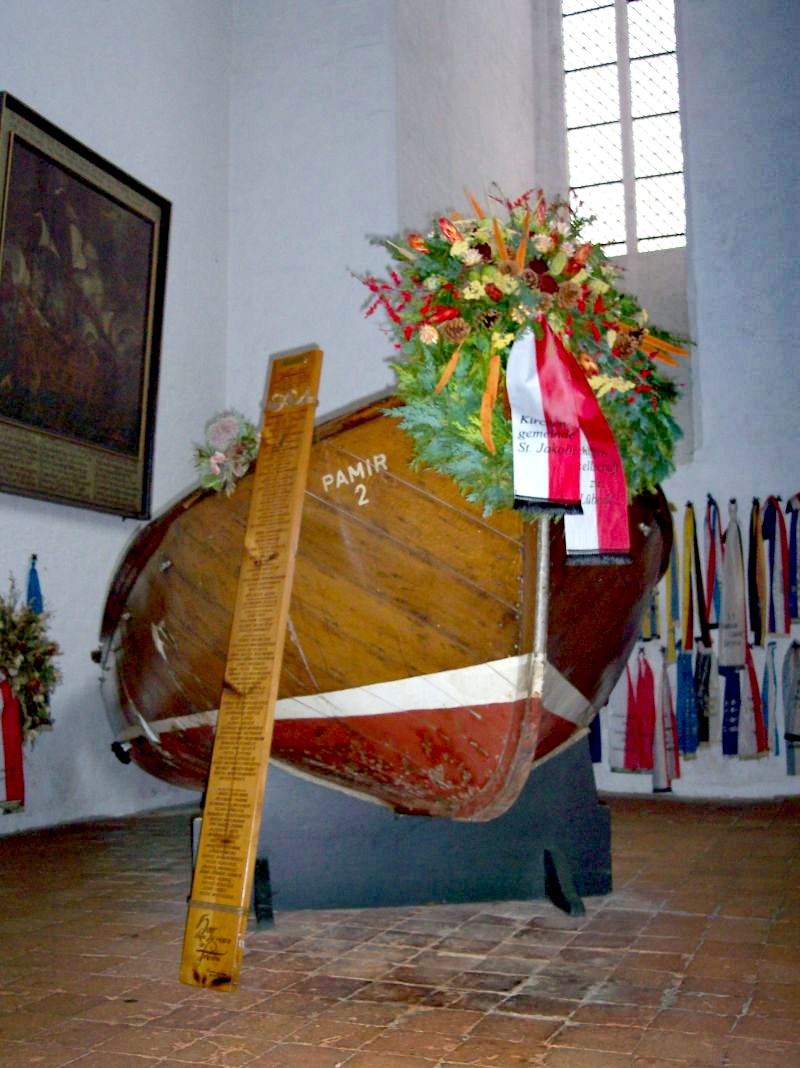
La chapelle du Pamir, avec un canot de sauvetage du navire, à l'église Saint-Jacques de Lübeck.

Le 10 août 1957, le Pamir met les voiles à Buenos Aires à destination de Hambourg. Il embarquait un équipage de 86 membres, dont 52 cadets. Le commandement du navire était assuré par le capitaine Diebitsch. Le chargement de 3 780 tonnes d’orge était stocké en vrac dans ses cales et réservoirs de ballast. Seules 255 tonnes étaient en sacs, placés au sommet du grain pour le maintenir en place.
Le 21 septembre 1957, il fut pris dans l’ouragan Carrie et, par un temps effroyable, prit rapidement de la gîte vers bâbord car le grain commençait à se déplacer. Il put envoyer un signal de détresse avant de chavirer à 13 h 3 heure locale et couler en trente minutes au milieu de l’Atlantique, par environ 36° de latitude Nord et 40° de longitude Ouest, soit à plus de mille kilomètres à l'ouest-sud-ouest des Açores.
La recherche de survivants dura neuf jours et fut organisée depuis le navire des garde-côtes américains Absecon. Cent cinquante navires accoururent à la rescousse. Hélas, seuls six marins, dont deux cadets, furent recueillis en vie. En effet, l’eau potable et les provisions ayant été gâtées par l’eau de mer, certains cadets moururent bien qu'ayant réussi à rejoindre les canots,. En outre, selon les témoignages, il fut difficile de descendre tous les canots qui étaient majoritairement en bois. Le naufrage fut vécu comme une tragédie autour du monde et reçut une large couverture de presse. L'affaire fut portée en janvier 1958 devant le tribunal maritime de Lübeck avec pour conséquence que fut imposée, à l’avenir, l’utilisation de canots de sauvetage pneumatiques résistants. Reprise en 1951, l'initiative d'une renaissance des grands voiliers-école allemands fut brusquement interrompue par ce terrible drame de la mer.
Une chapelle de l'église Saint-Jacques de Lübeck est consacrée depuis 2007 aux victimes du Pamir et à celles des naufrages civils.

## Les commandants du Pamir

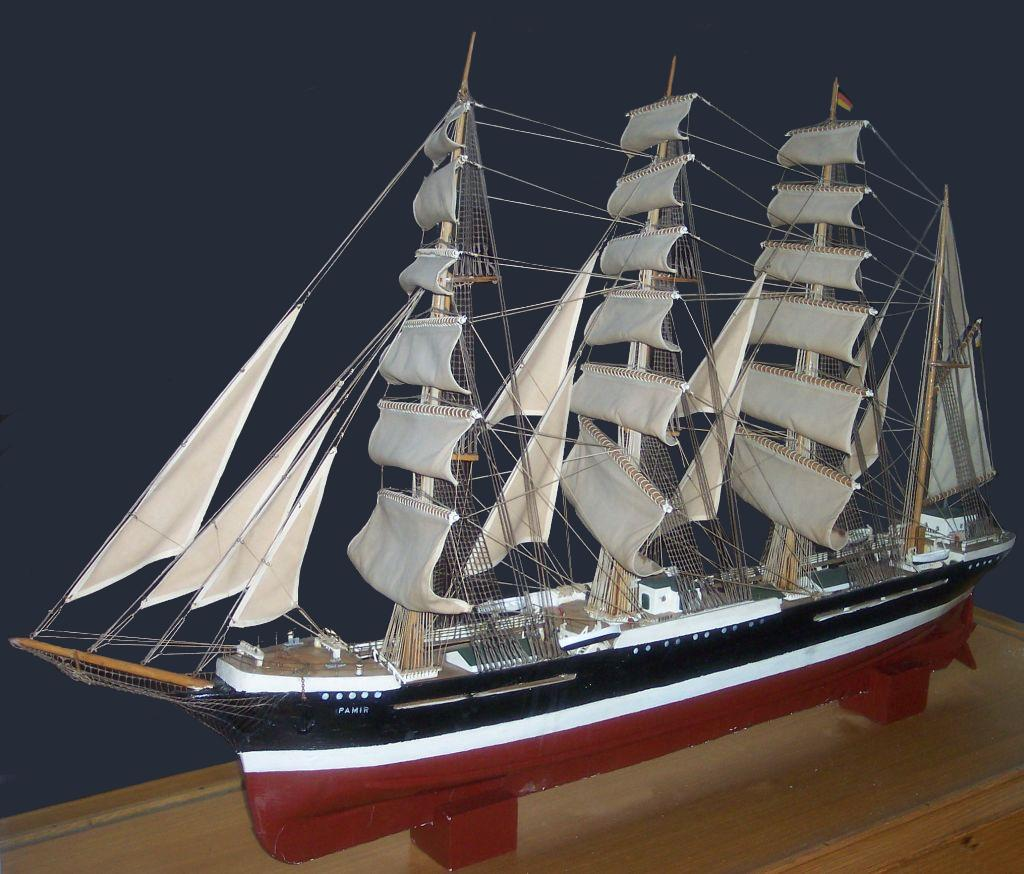
Modèle réduit du Pamir.

- 1905-1908 : Carl Martin Prützmann (DE)
- 1908-1911 : Heinrich Horn (DE)
- 1911-1912 : Robert Miethe (DE)
- 1912-1913 : Gustav A.H.H. Becker (DE)
- 1913-1914 : Wilhem Johann Ehlert (DE)
- 1914-1921 : Jürgen Jürs (DE)
- 1921 : C. Ambrogi (IT)
- 1924-1925 : J. Hinrich H. Nissen (DE)
- 1925-1926 : Heinrich Oellrich (DE)
- 1926-1929 : Carl Martin Brockhöft (DE)
- 1929-1930 : Robert Clauß (de) (DE)
- 1930-1931 : Walter Schaer (DE)
- 1931-1932 : Karl Gerhard Sjögren (FI)
- 1933-1936 : Mauritz Mattson (FI)
- 1936-1937 : Uno Mörn (FI)
- 1937-1937 : Linus Lindvall (FI)
- 1937-1941 : Verner Björkfelt (FI)
- 1942-1943 : Christopher Stanick (NZ)
- 1943-1944 : David McLeish (NZ)
- 1944-1945 : Roy Champion (NZ)
- 1946-1946 : Desmond Champion (NZ)
- 1946-1948 : Horace Stanley Collier (NZ)
- 1948-1949 : Verner Björkfelt (FI)
- 1951-1952 : Paul Greiff (DE)
- 1955-1957 : Hermann Eggers (DE)
- 1957-1957 : Johannes Diebitsch (DE)

#### Ouvrages
- Dummer, Karl-Otto & Holger Husemann (2001). Viermastbark « Pamir ». Convent Verlag.  (ISBN 3-934613-17-9)
- Parrott, Daniel. (2003). Tall Ships Down - the last voyages of the Pamir, Albatross, Marques, Pride of Baltimore and the Maria Asumpta. McGraw Hill.  (ISBN 0-07-139092-8).
- Franck Grube et Gerhard Richter (1977) Adaptation française de Jean Randier. Voiliers "L'aventure des grands voiliers des Clippers aux navires-écoles" Éditions Maritimes et d'Outre-Mer.

#### Téléfilm
- Le Naufrage du Pamir, réalisateur : Kaspar Heidelbach, 2 × 90 min (Allemagne, 2005)« Le naufrage du Pamir », sur television.telerama.fr, 2005 (consulté le 4 décembre 2018).